# 三阶高密度双极性码
三阶高密度双极性码（英語：High Density Bipolar of Order 3，简称：HDB3码）是一种适用于基带传输的编码方式，应用于电信领域。它是为了克服AMI码的缺点而出现的，具有能量分散，抗破坏性强等特点。

## 简短定义
HDB3码基于AMI码。在AMI码中，连续的二进制零序列会使得编码的自时钟（self-clocking）信息丢失。为了避免这种情况的发生HDB3码将AMI码中四个连续的二进制0使用违反AMI码规定的极性的脉冲（+1或-1）来取代。

## 替换表
|                  | 自上一次替换以来脉冲（+1或-1）的个数 |            |
| 上一个脉冲的极性 | 奇（000V）                           | 偶（B00V） |
| 负               | 000-                                 | +00+       |
| 正               | 000+                                 | -00-       |

注：除了V位之外，其余所有的脉冲必须符合AMI极性交替的规定。

## 例子
由二进制序列 100001102 编码而成的HDB3码为 +000+−+0 （相应的AMI码为 +0000−+0）。这是因为在四个连续的二进制0之前的唯一一个脉冲的极性为正，故应在000+或者−00−中进行选择。而又由于之前并没有做过替换操作，且在被替换序列之前的脉冲个数为奇数，故最终选择了000+对其进行替换。
由二进制序列 10100000110000110000002 编码而成的HDB3码为 +0−+00+0−+−00−+−+00+00 （对应的AMI码为 +0−00000+−0000+−000000）。第一组共五个连续的二进制0，然而只有前四个会被替换。而被替换序列之前的最后一个脉冲为负，被替换序列之前脉冲的个数为偶数（+1与−1各一个），故最终选择+00+对其进行替换。紧随其后的第一个脉冲必须符合AMI码极性正负交替的规定，故为负。
由二进制序列 1100000000102 编码而成的HDB3码为 +−+00+−00−+0 （对应的AMI码为 +−00000000+0）。值得注意的是第二组连续的四个二进制零，在前一次替换操作之后，最后一个脉冲的极性为正，中间没有任何脉冲（个数为0，偶数），故选用−00−进行替换。